# Maison des cultures du monde (Berlin)
Ne doit pas être confondu avec Maison des cultures du monde.
Pour les articles homonymes, voir HKW.

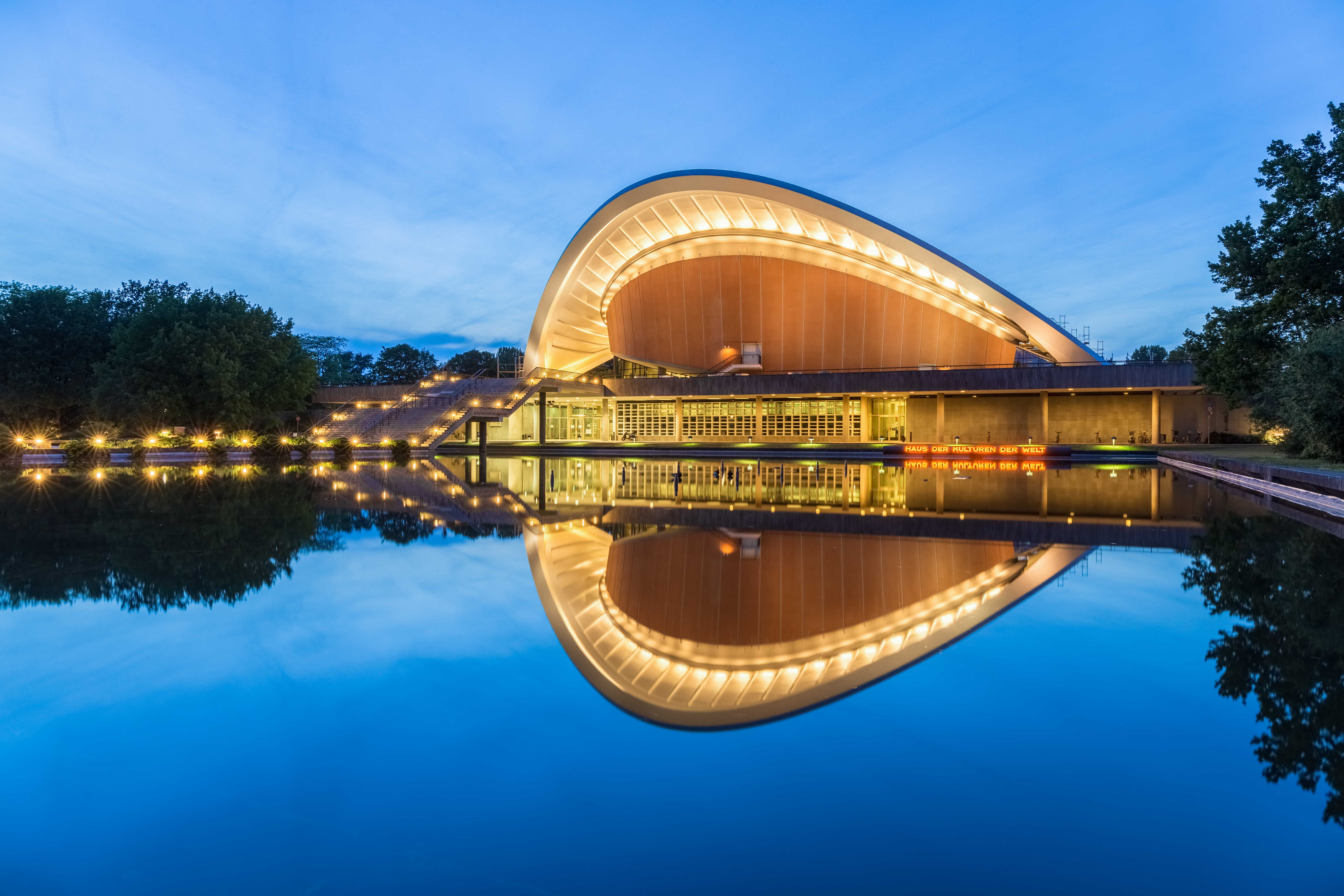
Maison des cultures du monde, Palais des congrès à Berlin

La Maison des cultures du monde à Berlin (en allemand Haus der Kulturen der Welt)  est le centre national en Allemagne qui a pour vocation la présentation des arts contemporains internationaux, en mettant l'accent sur les cultures et les sociétés non européennes. Elle présente des expositions d'art , des spectacles de théâtre et de danse, des concerts , des lectures d'auteurs, des films et des conférences académiques sur l'art visuel et la culture. C'est l'une des rares institutions qui, en raison de son statut national et international et de la qualité de son travail, reçoit des fonds du gouvernement fédéral. Le bâtiment est également connu en allemand sous le nom populaire de « Schwangere Auster » (ou « huître enceinte »).

## Historique
La Maison des cultures du monde a été enregistrée en tant que société le 3 novembre 1988. Depuis sa fondation en mars 1989, elle a son siège dans l'ancien Palais des Congrès sur les rives de la Sprée. En tant qu'indicateur du modernisme architectural, le bâtiment est devenu un symbole important pour l'alliance germano-américaine. 
Le Palais des Congrès a été créé en tant que contribution américaine à l'Exposition internationale d’architecture de Berlin de 1957 et a été conçu pour incarner l'échange à travers la liberté de pensée. En plus des événements culturels, des réunions politiques et commerciales ont également eu lieu, tels que des congrès syndicaux. John F. Kennedy (1963) et Jimmy Carter (1978) y ont prononcé un discours. Le Bundestag s'est également réuni plusieurs fois dans ce bâtiment, (la dernière  fois, le 7 avril 1965.). Le 21 mai 1980, la partie sud du toit  s'est effondrée en raison de la fatigue matérielle due à des problèmes de construction et de planification. La reconstruction et la rénovation ont duré de 1984 à 1987, et le 9 mai 1987, le bâtiment a été rouvert pour le 750e anniversaire de Berlin. 

## Administration
La Maison des cultures du monde est dirigée par le réalisateur et philosophe culturel Bernd M. Scherer depuis le 1er janvier 2006, qui avait précédemment dirigé l'Institut Goethe à Mexico et le département central des arts à l'Institut Goethe à Munich. Il est assisté par un comité consultatif international sur les programmes. Les directeurs généraux sont le directeur commercial Charlotte Sieben ainsi que Dieter Kosslick et Joachim Sartorius. Le président du conseil de surveillance est le ministre des Affaires culturelles (commissaire du gouvernement fédéral pour la culture et les médias), Monika Grütters (à partir de 2016). La Maison des cultures du monde reçoit un financement régulier du ministère fédéral des Affaires étrangères et du commissaire fédéral à la culture et aux médias.

## Berlinale
La Berlinale, le Festival international du film de Berlin, est le festival de cinéma le plus important d'Allemagne et avec ceux de Cannes et de Venise compte parmi les trois principaux festivals de cinéma internationaux. Depuis 1978, la Berlinale consacre une section aux jeunes qui ont l'occasion de présenter leurs réalisations dans deux compétitions, celle pour la génération Kplus et celle pour la génération 14plus. Depuis 2012, la Maison des cultures du monde est le lieu où se déroule la compétition de la génération 14plus.